# غمس

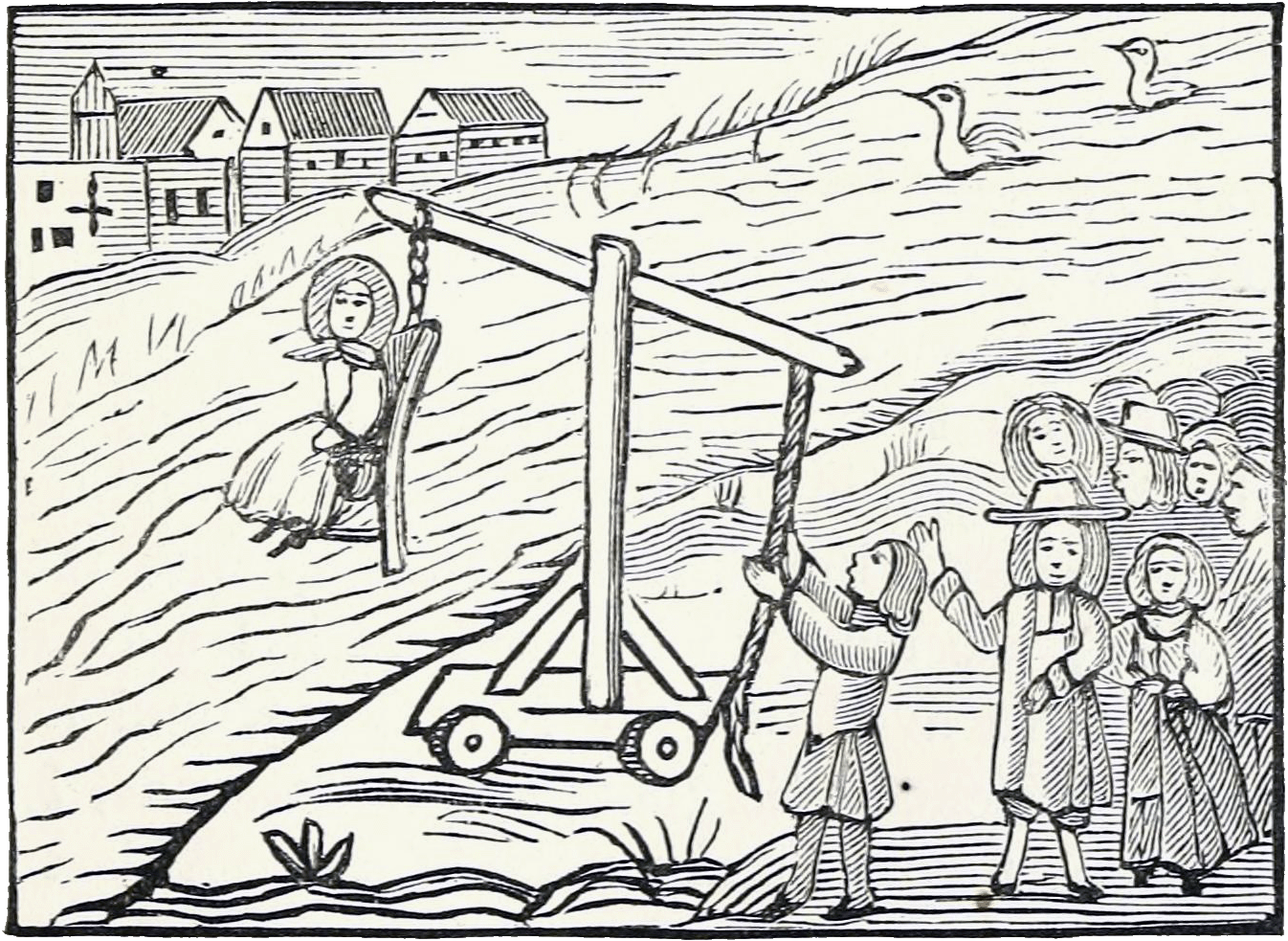
فتاة بغي مربوطة في أداة غمس يتم غمسها في النهر.

الغمس هو شكل من أشكال العقاب كان يستخدم مع الفاسقات والمتهمات بالسحر.

## كمحاكمة
ارتبطت المحاكمة بالتعذيب باستخدام المياه بمطاردة الساحرات في القرنين السادس عشر والسابع عشر: وكانت الفتاة التي تنغمس في المياه بريئة، في حين أن طفو الفتاة كان يعني ممارسة السحر. وقد أصبحت هذه الاختبارات جزءًا مما يعرف باسم محاكمات سالم للساحرات. ويقول البعض إن الساحرة كانت تطفو على المياه لأنها تخلت عن التعميد عند الالتحاق بخدمة الشيطان. وقد قال الملك جيمس السادس ملك إسكتلندا (الذي أصبح بعد ذلك الملك جيمس الأول ملك إنجلترا) في كتابه Daemonologie إن المياه كانت عنصرًا نقيًا للغاية لدرجة أنها كانت تصد الشخص المذنب.
وكانت عملية التعذيب في الحالة العادية يتم تنفيذها من خلال ربط الشخص في حبل وتوصيله بالمساعدين الذين يجلسون في قارب أو ما شابه ذلك، بحيث يمكن جذب الشخص الذي يتم اختباره إذا لم يتمكن من الطفو، ففكرة أن المحاكمة بالتعذيب قد تم اختراعها بشكل قاطع كموقف بدون أي احتمالية للتبرئة من القتل، حتى لو كان الشخص «غير بريء»، كانت مجرد تفكير حديث.

## عقاب لسليطات اللسان
قام فرانسوا ماكسيميليان ميسون، وهو مسافر وكاتب فرنسي، بتسجيل الأسلوب المستخدم في إنجلترا في بدايات القرن الثامن عشر:
كانت أداة الغمس، بدلاً من تثبيتها في موضع بجانب النهر أو البركة، يمكن أن يتم تثبيتها في عجل من أجل السماح باستعراض المرأة المتهمة عبر الشوارع قبل أن يتم تنفيذ العقوبة. ومن الطرق الأخرى المتبعة من أجل الغمس استخدام عربة المزارع، التي تتكون من مقعد على عجلتين مع تثبيت قضيبين طويلين في المحاور. ويمكن أن يتم دفع تلك العربة في بركة الغمس ويتم تحرير القضيبين، بحيث يتم قلب المقعد رأسًا على عقب؛ مما يؤدي إلى غمس من تجلس عليه.

## الاستخدام الحديث
في عام 2004، مات جندي في حرس سنغافورة بسبب حادث غمس أثناء دورة تدريب للبقاء على قيد الحياة أثناء القتال.
وفي تقاريرها عن الدول حول ممارسات حقوق الإنسان في عام 2005، أقرت وزارة الخارجية الأمريكية بشكل رسمي «بغمس الرأس في المياه» كوسيلة من وسائل التعذيب أثناء فحص سجل حقوق الإنسان من الفقراء في تونس.

## في الثقافة الشعبية
- في فيلم 55 Days at Peking الذي تم طرحه عام 1963، تم ربط قسيس إنجليزي في ساقية، وتم غمسه في المياه، وإغراقه من خلال ثوار بوكسر.
- في فيلم ريدلي سكوت المعروف باسم G.I. Jane الذي أنتج عام 1997، يتم غمس جوردان أونيل (ديمي مور) في المياه من خلال الرئيس (فيجو مورتينسن) ليس لإجبارها، ولكن في محاولة لفرض التسليم على زملائها المسجونين ممن كانوا يشاهدون الأمر.
- في عام 1998، في فيلم من إنتاج Coen Brothers، وهو فيلم The Big Lebowski، يتم غمس جيف «ذا ديود» ليبوويسكي (جيف بريدجيس) في حمامه على يد البلطجية الذين اعتقدوا أنه شخص آخر يحمل نفس الاسم.
- في الفيلم الكوميدي الذي أنتج عام 1999 بعنوان Blackadder: Back & Forth، يعرض لورد بلاكادير (روان أتكينسون) بلادريك (توني روبنسون) للغمس في الحمام لكي يتعرض لمراجعة للحياة تقارب على الوفاة، من أجل استخلاص تفاصيل لا يمكن لأي منهما تذكرها.
- في مقدمة فيلم جيمس بوند المعروف باسم مت في يوم آخر الذي أنتج عام 2002، يلقي جيش كوريا الشمالية القبض على بوند، حيث يتم اقتياده إلى سجن بالقرب من المنطقة المنزوعة السلاح (DMZ). ومن هناك، تم نقله بكل خشونة إلى غرفة التعذيب في المركز، وتم غمس رأسه في وعاء من المياه المثلج عقابًا على قتل ابن الجنرال مون (Moon).
- في حلقة عرضت عام 2005 من مسلسل ريإماجيند باتلستار جالاكتيكا (reimagined Battlestar Galactica) تحت عنوان «اللحم والعظم (Flesh and Bone)»، قام كارا «ستارباك» ثراس بغمس رأس سيلون ليوبن كونوي كجزء من التعذيب أثناء التحقيق.